# Nous les amoureux
"Nous les amoureux" (Mi, ljubavnici) je pjesma koju je pjevao francuski pjevač Jean-Claude Pascal na Euroviziji 1961. i koja je pobijedila. Tekst pjesme je napisao Maurice Vidalin a samu skladbu Jacques Datin.
Pjesma govori o dvije osobe koje su u ljubavnom odnosu. Oko njih ima mnogo ljudi koji se protive toj vezi i žele je okončati. Pjevač pjeva o tome kako njega i tu osobu drugi ljudi neće spriječiti da budu zajedno te kako je njihova ljubav nesalomljiva. Smatra kako im je Bog dao pravo da budu zajedno.
Pjesma je na Euroviziji 1961. bila izvedena četrnaesta po redu te je osvojila prvo mjesto s trideset i jednim osvojenim bodom. Izvedena je četrnaesta po redu te večeri nakon Danske (Dario Campeotto s pjesmom Angelique) i prije Ujedinjenog Kraljevstva (The Allisons s pjesmom Are you sure?). Ovo je bila prva pobjeda za Luksemburg te je osigurala domaćinstvo države sljedeće godine u gradu Luxembourgu.